# Cepheidae (mijt)
Cepheidae zijn  een familie van mijten. Bij de familie zijn 15 geslachten met circa 85 soorten ingedeeld.